# Ovaro
Ovaro (friuli nyelven Davâr) település Olaszországban, Friuli-Venezia Giulia régióban, Udine megyében. Lakosainak száma 1731 fő (2023. január 1.). Ovaro Comeglians, Prato Carnico, Ravascletto, Sauris, Socchieve, Sutrio, Lauco, Raveo és Ampezzo községekkel határos.

## Népesség
A település népességének változása:
| Lakosok száma | 1894 | 1875 | 1731 |
|               | 2017 | 2018 | 2023 |